# Taťána Lesová
Taťána Dmitryevna Lesová (rusky Татьяна Дмитриевна Лесовая, rozená Стародубцева, Starodubceva; * 24. dubna 1956 Taldykorgan) je bývalá atletka, která zastupovala Sovětský svaz (do roku 1991) a později Kazachstán . Její největším úspěchem v soutěži diskem byla bronzová medaile na letních olympijských hrách 1980 v Moskvě. Její osobní nejlepší hod byl 68,18 metrů, dosažený v roce 1982.